# Wipper im Ostharz
Die Wipper im Ostharz ist ein FFH-Gebiet in der Stadt Harzgerode im Landkreis Harz und der Landstadt Mansfeld, der Gemeinde Südharz und der Stadt Sangerhausen im Landkreis Mansfeld-Südharz in Sachsen-Anhalt.

## Allgemeines
Das FFH-Gebiet ist circa 39 Hektar groß. Es überlagert sich mit den Landschaftsschutzgebieten „Harz und nördliches Harzvorland“, „Harz und südliches Harzvorland“ und „Harz“. Im Osten grenzt es direkt an das FFH-Gebiet „Wipper unterhalb Wippra“. Es ist durch die Landesverordnung zur Unterschutzstellung der Natura 2000-Gebiete im Land Sachsen-Anhalt (N2000-LVO LSA) seit dem 21. Dezember 2018 rechtlich gesichert. Zuständige untere Naturschutzbehörde ist der Landkreis Mansfeld-Südharz.

## Beschreibung
Das FFH-Gebiet erstreckt sich auf eine Länge von circa 40 km. Es liegt teilweise im Naturpark Harz/Sachsen-Anhalt und teilweise im sich im Südosten daran anschließenden Naturpark Harz/Sachsen-Anhalt (Mansfelder Land) und umfasst die Bachläufe der Wipper ab der Querung des Bachs durch die Landesstraße 234 nördlich von Hayn (Harz) und die ihr zufließende Wolfsberger Wipper ab der Querung des Bachs durch die Landesstraße 232 östlich von Wolfsberg, den in die Wolfberger Wipper mündenden Rothaer Bach unterhalb von Rotha sowie die ebenfalls der Wipper zufließende Schmale Wipper ab der Querung des Bachs durch die Kreisstraße 1357 östlich von Neudorf mit ihren Uferbereichen.
Die Bachläufe sind überwiegend naturnah ausgeprägt. Sie werden vielfach von Auegehölzen mit Erlen und Eschen begleitet. Dazu gesellen sich beispielsweise Bruchweide und Bergulme. In der Krautschicht siedeln Winkelsegge, Waldschachtelhalm, Sumpfpippau, Großes Springkraut und Hainsternmiere. Teilweise sind auch Bachabschnitte zu finden, die nicht von Gehölzen begleitet sind. Hier sind dann stellenweise feuchte Hochstaudenfluren unter anderem mit Mädesüß, Sumpfstorchschnabel, Waldziest, Waldengelwurz, Behaartem Kälberkropf und Wasserminze, teilweise auch Trollblume, Breitblättrigem Knabenkraut, Herbstzeitlose, Märzenbecher und Braunem Storchschnabel ausgebildet. Die Talräume der Bäche werden vielfach von Wiesen und Weiden eingenommen, die größtenteils außerhalb des FFH-Gebiets liegen. In den Bächen siedeln Wasserpflanzengesellschaften mit Bachbunge, Schmalblättrigem Merk, Blauem Wasserehrenpreis und Flutendem Schwaden.
Die Bäche sind Lebensraum für Äsche, Groppe, Bachneunauge, Bachforelle, Bachschmerle und Elritze. Es gibt auch Nachweise des Edelkrebses. Zusammen mit den angrenzenden Grünländern ist das FFH-Gebiet Lebensraum für Libellen und Schmetterlinge, darunter Große Pechlibelle, Frühe Adonislibelle und Gefleckte Heidelibelle sowie Mädesüß-Perlmuttfalter, Feuriger Perlmuttfalter und Wachtelweizen-Scheckenfalter. Weiterhin sind die Täler Jagdhabitate mehrerer Fledermausarten, darunter Großes Mausohr, Große und Kleine Bartfledermaus, Bechstein-, Mops-, Wasser-, Fransen-, Zwerg- und Rauhautfledermaus und Streifgebiete von Wildkatze und Luchs.